# Kleiton Lima
Kleiton Barbosa de Oliveira Lima, mais conhecido como Kleiton Lima (Santos, 5 de maio de 1974), é um ex-futebolista e treinador brasileiro.
Atualmente, é técnico do time feminino do Santos.

## Carreira

### Atleta
Após jogar nas categorias de base do Santos e se profissionalizar como jogador de futebol, Kleiton Lima aceitou o desafio em 1994 de, aos 20 anos, fazer parte do San Francisco United Soccer Club, equipe de futebol na cidade de São Francisco nos EUA, no momento em que se buscava popularizar o esporte no país.
Campeão californiano, o time foi selecionado para treinar contra a Rússia, que fez parte o grupo do Brasil na Copa do Mundo, ao lado de Camarões e Suécia. A equipe de Kleiton Lima realizou uma semana de treinamentos com os russos, além de dois jogos-treinos. O brasileiro também foi muitas vezes selecionado para completar alguns trabalhos com a seleção, o que deu a ele um bom conhecimento da tática daquele que seria o primeiro adversário do Brasil no Mundial. Após um dos treinamentos, ele foi descoberto pela imprensa brasileira que tentava conversar com a delegação russa. Depois de conceder entrevistas e falar sobre os adversários do Brasil, foi convidado por Zagallo para uma reunião. O objetivo era transmitir a Carlos Alberto Parreira tudo o que vinha sendo trabalhado, além da maneira de atuar dos jogadores da Rússia. Ficou então conhecido como "espião" daquela Copa do Mundo que o Brasil foi Tetra Campeão.

### Fora dos campos
No ano seguinte retornou ao Brasil e fundou uma escolinha de futebol chamada Spy Soccer Club. Percebendo que nos Estados Unidos da América a procura pelo futebol feminino e a maneira como a modalidade era tratada, resolveu implantar e fundar a primeira escolinha especializada em futebol feminino da baixada santista.
Após várias conquistas, foi convidado em 1997 pelo Santos a trabalhar no clube. Sua primeira partida dirigindo o time feminino do Peixe ocorreu no dia 7 de outubro de 1999, na vitória santista diante do Jabaquara, por 2 a 0, na 2ª rodada do Campeonato Paulista daquele ano.
Permaneceu dirigindo a equipe como treinador por 14 anos, onde conquistou vários títulos nacionais e internacionais, como a Copa Mercosul (2006) e a Liga Nacional (2007), além dos bicampeonatos da Copa Libertadores da América (2009 e 2010), da Copa do Brasil (2008 e 2009) e do Campeonato Paulista (2007 e 2010). Em 2010, ele foi demitido pelo Peixe, que buscava um treinador exclusivo para as Sereias da Vila, sem dividir o técnico com a Seleção.
Trabalhou também nas categorias de base masculina, onde dirigiu atletas renomados, como Robinho, Diego, Paulo Almeida, William, Alex e outros.
No fim de 2007 assumiu a Seleção Brasileira Sub-20 de Futebol Feminino, e no final de 2008 foi promovido como técnico da Seleção Brasileira de Futebol Feminino, onde permaneceu até o fim de 2011. Em quatro anos no comando do Brasil, foram 33 jogos e perdeu apenas um jogo, conquistou o bicampeonato sul-americano, a Copa América, o vice-campeonato no Pan-Americano e acabou eliminado nas quartas de final da Copa do Mundo, pelos Estados Unidos.
Em 2011, foi condecorado com a Ordem do Mérito da Defesa, pela presidenta Dilma Rousseff.
Após revelar várias jogadoras para o cenário nacional e ter inúmeras conquistas na modalidade, colocando o futebol feminino brasileiro no mais alto patamar, em 2012 aceitou o desafio te trabalhar na equipe profissional masculina de futebol do Red Bull Brasil durante o Campeonato Paulista da Série A2, no São Caetano no Campeonato Brasileiro da Série B e no Sport no Campeonato Brasileiro da Série A.
Em 2013 trabalhou no XV de Piracicaba durante o Campeonato Paulista da Série A1 e no Sport no Campeonato Pernambucano.
Em 2014, comandou o Grêmio Barueri, no Campeonato Paulista da Série A2.
Em 2015, acertou seu retorno com o Santos para comandar o time sub-23, que posteriormente passou a ser chamado de Santos B. Durante o período, revelou Lucas Veríssimo, Vitor Bueno e Diego Pituca. Permaneceu no Santos até fevereiro de 2018.
Em abril de 2019, passou a comandar o time sub-23 do Chicago Soccer Explorer.
Em agosto de 2019, foi nomeado para ocupar uma assessoria especial dentro da Diretoria de Futebol profissional da Secretaria do Esporte, do Ministério da Cidadania do Brasil.
Em agosto de 2022, volta ao Santos para comandar as Sereias da Vila. Em 22 de agosto de 2023, chegou a marca de 300 jogos dirigindo as Sereias da Vila. Após uma série de denúncias das jogadoras contra ele por assédios moral e sexual, foi desligado do clube em setembro de 2023.
Em 2 de abril de 2024, foi anunciado o retorno do técnico ao time feminino do Santos. Em 15 de abril, pediu demissão do time feminino do Santos após uma série de novas denúncias das jogadoras contra ele. Em junho, foi punido pelo Tribunal de Justiça Desportiva de São Paulo (TJD-SP) com 18 jogos de suspensão após denúncias de assédio.

## Títulos
Santos
- Torneio Interclubes: 2011
- International Womens Soccer Cup: 2004
- Copa Libertadores Feminina: 2009 e 2010
- Torneio Mercosul: 2006
- Copa do Brasil: 2008 e 2009
- Liga Nacional: 2007
- Liga Paulista da LINAF: 2009
- Copa Soccer Futuro de Futebol Feminino: 2003
- Campeonato Soccer Brazil Cup: 2004
- Copa do Trabalhador de Futebol Feminino: 2004
- Campeonato Paulista: 2007, 2010 e 2011
- Copa Paulista: 2009
- Liga Paulista de Futebol Feminino: 2003
- Copa do Trabalhador de Futebol Feminino: 2004
- Jogos Regionais: 2001, 2005, 2006, 2007 e 2008
- Jogos Abertos do Interior: 2000 e 2002

Vitória-PE
- Campeonato Pernambucano Feminino: 2011

Seleção Feminina
- Campeonato Sul-Americano Sub-20 Feminino: 2008 e 2010
- Torneio Internacional de Futebol Feminino: 2009
- Copa América: 2010
- Medalha de Bronze nos Jogos Olímpicos Universitário: 2011
- Medalha de Prata nos Jogos Pan-Americanos: 2011

Individuais
- Melhor Técnico do ano na modalidade Futebol Feminino dos Jogos Olímpicos Universitário: 2011

Honrarias
- Condecoração na Ordem do Mérito da Defesa no Grau de Oficial do Quadro Suplementar do Ministério da Defesa pelos serviços prestados ao Futebol Feminino no Brasil.[1]